# Dunnes Stores
Dunnes Stores is een Ierse warenhuisketen. Dunnes Stores verkoopt voornamelijk kleding, voeding en massaproducten. Het winkelconcept van Dunnes Stores lijkt sterk op Marks and Spencer, een van de belangrijkste concurrenten, door een kledingwinkel te combineren met een supermarkt. De filialen van Dunnes Stores bevinden zich met name in de Republiek Ierland en Noord-Ierland. Daarnaast heeft het bedrijf ook enkele winkels geopend in Groot-Brittannië en Spanje.

## Geschiedenis
Dunnes Stores werd in 1944 in Cork opgericht door Ben Dunne Sr. In die tijd was het alleen een kledingwinkel. De levensmiddelen werden pas in de jaren zestig aan het assortiment toegevoegd. In 1966 opende Dunnes Stores het eerste winkelcentrum van Ierland in de periferie in Cornelscourt, County Dublin.
Tussen 1982 en 1986 was de keten het toneel van verschillende stakingen en lock-outs onder leiding van IDATU, de vakbond van winkelpersoneel. Ze waren tegen het apartheidsregime en weigerden producten uit Zuid-Afrika te verkopen. Geen van beide partijen stopte en de crisis werd pas opgelost toen de Ierse regering de invoer uit Zuid-Afrika verbood.

## Eigendom
Het bedrijf is volledig in handen van de familie Dunne en de rechtsvorm maakt publicatie van jaarrekeningen overbodig. Lange tijd leidde Ben Dunne, de zoon van de oprichter, het bedrijf. In 1992 werd hij echter in Florida gearresteerd in het bezit van cocaïne terwijl hij op zoek was naar de diensten van een prostituee, hetgeen ertoe leidde dat Ben Dunne gedwongen werd de leiding over te laten aan zijn broer Franck Dunne en zijn zus Margaret Heffernan .
De familie Dunne behoort tot de rijkste families van Ierland. In 2006 plaatste The Sunday Times Margaret Heffernan (geb. Dunne) op de tweede plaats in de lijst van de rijkste vrouwen in Ierland met een erfenis van 603 miljoen euro.